# Karen West
Karen West (født 30. juli 1951) er en dansk kvindesagsaktivist.
West var medforfatter til første udgave af Kvinde kend din krop.
I 2016 udgav hun samtalebogen Frihedsfeministen med forfatteren Thomas Vilhelm.
Hun har deltaget i den offentlige debat med indlæg i Berlingske og Avisen.dk.
Hun har stiftet Tværetnisk KvindeNetværk, foreningen Dansk Frisind og foreningen Bevar Danske Kvinders Ligestilling samt været formand for Alexandrakollegiet og Folkets Avis.
Efter at have været medlem af Socialdemokratiet i en længere årrække skiftede Karen West i 2013 til Liberal Alliance. I 2015 meldte West sig ud,
 men efter formandsskiftet i Liberal Alliance i 2019 meldte hun sig ind i partiet igen. I 2021 var hun kandidat til Regionsrådsvalget i Region Hovedstaden.
West er uddannet jordemoder. Hun er gift og har fire børn.